# 桃果サキ
桃果 サキ（ももか さき）は、日本のAV女優。

## 略歴
- 2007年にAVデビュー。
- 2009年に桃果サキに改名

## 作品

### アダルトビデオ
平井ゆきな 名義
2007年
- 制服が似合う素敵な娘 19 (2007年6月23日、オーロラプロジェクト)
- 制服うぶ女子学生(2007年7月13日、マルクス兄弟)
- 制服が似合う素敵な娘 20(2007年7月14日、オーロラ・プロジェクト)
- 雅(2007年7月28日、オーロラ・プロジェクト)
- 女子高生裏バイブル 01(2007年8月10日、プレステージ)
- スクールガール(2007年8月11日、オーロラ・プロジェクト)
- ラブなつ(2007年8月11日、オーロラ・プロジェクト)
- LOVE DOLL ゆきな百式(2007年8月25日、オーロラ・プロジェクト)
- いい女は即ピストン Secret desire 10 オナニーの見せっこって刺激的でしょ(2007年8月31日、アテナ映像)オムニバス作品 他出演:吉川みやこ、内田はるひ
- 制服ドール ～蹂躙の宴～(2007年9月8日、オーロラ・プロジェクト)
- メガネッCOS.!(2007年9月21日、エッチ・アール・シー)オムニバス作品 他出演:伊吹りこ、小西まどか、柴咲りお
- 制服ドール ～蹂躙の宴～(2007年9月22日、オーロラ・プロジェクト)オムニバス作品 他出演:高村潤、いろは
- 女子校生強制中出し 14(2007年11月10日、隼エージェンシー)オムニバス作品 他出演:長谷川さやか、鈴菜れもん、瀬戸ひなた、相楽かごめ、藤本さおり、中村さら
- ○校生ちんはめカップル(2007年11月24日、クリスタル映像)
- オナニスト 第19章(2007年12月8日、隼エージェンシー)オムニバス作品 他出演:山城美姫、我那覇レイ、浜崎りお、三浦亜沙妃、加瀬あゆむ、姫川りな、姫野愛、中村さら、青山亜里沙、中島京子、村上里沙、水野美香、長谷川さやか、相楽かごめ、北崎未来、沙耶、真咲ぴぃ子、藤本さおり、川本凛、堀口奈津美、雨音しおん、北田優歩、日暮ほのか、鈴菜れもん、柳あすか、瀬戸ひなた、藤咲飛鳥、小柳さつき、相原夏海、長谷川あゆみ、野沢友花、牧野ゆうひ、水沢ありす、那月りの、日比野夕希、我妻りん、芳本みゆ、関はるか、花山あおい
- 女子校生レイプ中出し III(2007年12月19日、BARVO)オムニバス作品 他出演:北田優歩、鈴奈れもん、加藤はるな、坂本愛海
- 19歳清純美少女平井ゆきな　LADY初デビュー (2007年12月20日、LADY×LADY)共演:陽多まり、姫川りな
- セクハラ・7 なんで触るの!?明らかに度を越してます!(2007年12月21日、アテナ映像)オムニバス作品 他出演:絢音ミミ、三咲エリナ、園村小春
- 上京修学旅行生(2007年12月22日、クリスタル映像)

2008年
- 【裏】sugao 2(2008年1月1日、プレステージ)
- 新・素人女子校生［CLASS－A］ 2(2008年1月11日、ビッグモーカル)オムニバス作品 他出演:大沢佑香、辻さき、真崎ねね、鮎川なお、並樹ゆりあ
- レイプ中出し IV 理不尽に中出しさた8人のギャル(2008年1月12日、隼エージェンシー)オムニバス作品 他出演:結川るり、中村さら、雨音しおん、藤本さおり、日比野夕希、絢音ミミ、加藤はるな
- フェラコレ2008冬SP(2008年1月12日、隼エージェンシー)オムニバス作品 他出演:小栗杏菜、三浦亜沙妃、浜崎りお、澄川ロア、紅りんご、南沙也香、美島涼、花野真衣、葉月奈穂、梨々花、山城美姫、蜜井とわ、堀口奈津美、水野美香、絢音ミミ、一ノ瀬あきら、姫川りな、北田優歩、冴木ルナ、月嶋りお、藤本さおり、宮下まい、はるか悠、那月りの
- H 玉門ロングインタビュー(2008年1月26日、クリスタル映像)
- 美尻姫 平井ゆきな(2008年2月6日、実録出版)
- こだわりの手コキ 4時間SP VII(2008年2月9日、隼エージェンシー)オムニバス作品 他出演:美島涼、我那覇レイ、南沙也香、絢音ミミ、澄川ロア、一ノ瀬あきら、花野真衣、小栗杏菜、紅りんご、雨音しおん、天宮まなみ、響鳴音、月嶋りお、結川るり、加藤はるな、宮下まい、梨々花、日比野夕希、坂本愛海、永瀬あき、北島玲、中村さら、児玉しの、里原あみ、柳田やよい、鏡みらん、北田優歩、藤本さおり、緒川もも
- 夜の女子校生 3(2008年2月22日、ビッグモーカル)オムニバス作品 他出演:鮎川なお、真崎寧々
- ナンパでピストン!ガチンコ素人アナル事情 (2008年3月19日、クロス)共演:美瀬純、藤森美由希、藤井心、柏木ひかる
- 奥様欲情日記 奥さんのプリプリのお尻見てたらたまんないよ(2008年3月21日、アテナ映像)オムニバス作品 他出演:花宮あみ、星綾、明星ちかげ
- わたしが一番ほしい××× 平井ゆきな (2008年4月4日、ヒビノ)
- 愛玩制服美少女カタログ (2008年5月13日、マルクス兄弟)オムニバス作品 他出演:彩芽はる、加護範子、仲咲千春、永瀬あき

桃果サキ 名義
2009年
- 発情 激情 熱情 野外情交 (10月25日、FAプロ)オムニバス作品 他出演:辻本りょう、菜菜美ねい、藍花、山口智美
- 緊縛折檻少女 (11月20日、大洋図書)
- 女優志願の残酷物語 生田沙織 (12月18日、大洋図書)共演:生田沙織、篠原ケイ

2010年
- 昭和ブルーフィルム 10 使用人の竿をしゃぶる母/敵兵に犯される全裸の母と姉/未亡人の母ちゃんと郵便屋 (1月15日、FAプロ)オムニバス作品 他出演:円城ひとみ、浅井舞香、浅井千尋、雪平あい、川村沙織
- 悦虐のドッグカフェ　2　犬鳴館の密虐遊戯 (2月1日、シネマジック)共演:川上ゆう、立木ゆりあ
- 醜い熟女に飼われる家畜少女2 (3月1日、シネマジック)共演:五十嵐しのぶ
- 大洋図書 (3月19日、大洋図書)